# سیتروئن سی۱۵

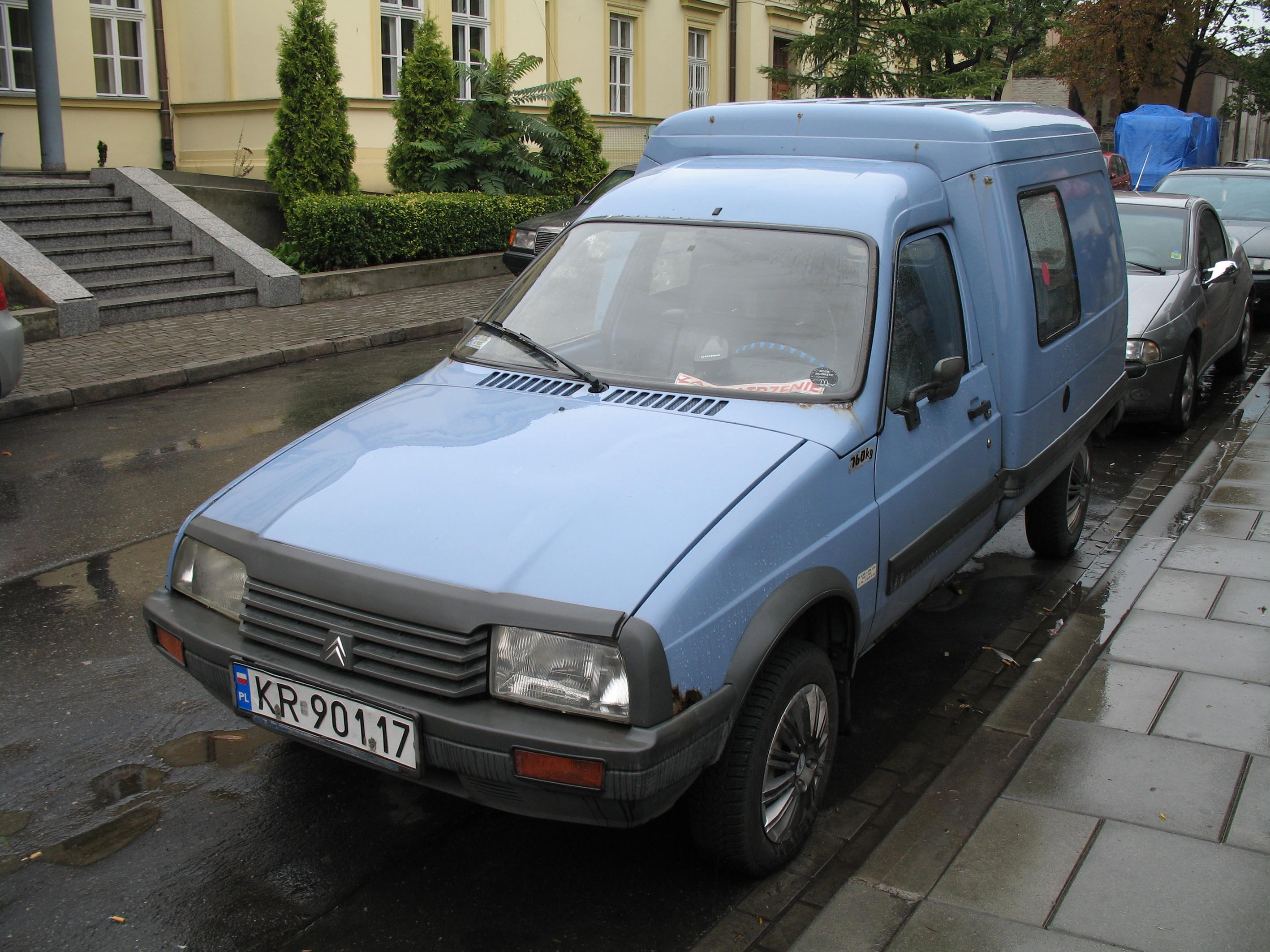

سیتروئن سی۱۵ (به انگلیسی: Citroën C15) خودرویی است که در سال‌های ۱۹۸۴ تا ۲۰۰۵ تولید شده‌است. طراحی آن موتور جلو-محور جلو بوده است.